# چشمه برقی
حیدر آباد چشمه برقی، روستایی از توابع بخش مرکزی شهرستان سلسله در استان لرستان ایران است. نام آن برگرفته از چشمه‌ای در میان تابعه ابتدایی آن در زمین کدخدا حیدر بگ به نام چشمه برقی است که بر اثر رعد و برق ایجاد گردیده است و روستایی خوش آب و هوا است.

## جمعیت
این روستا در دهستان قلعه مظفری قرار دارد و براساس سرشماری مرکز آمار ایران در سال ۱۳۹۰، جمعیت آن ۱۶۶ نفر (۶۰ زن و ۶۳ مرد، ۳۳ خانوار) بوده است.